# Seymeria sinaloana
Seymeria sinaloana är en snyltrotsväxtart som först beskrevs av Francis Whittier Pennell, och fick sitt nu gällande namn av Standley. Seymeria sinaloana ingår i släktet Seymeria och familjen snyltrotsväxter. Inga underarter finns listade i Catalogue of Life.